# سالغاريدا
سالغاريدا (بالإيطالية: Salgareda)‏ هي بلدية في مقاطعة تريفيزو بمنطقة فنيتة، شمال إيطاليا. تقع على 30 كيلومترًا (19 ميلًا) شمال شرق مدينة البندقية، و20 كيلومترًا (12 ميلًا) شرق تريفيزو.